# Mitokondrie

Den eukaryota cellens uppbyggnad
1. Nukleol
2. Cellkärna
3. Ribosom
4. Vesikel
5. Kornigt endoplasmatiskt nätverk
6. Golgiapparaten
7. Cytoskelett
8. Glatt endoplasmatiskt nätverk
9. Mitokondrie
10. Lysosom
11. Cytoplasma (med cytosol och cytoskelett)
12. Peroxisom
13. Centriol
14. Cellmembran

Mitokondriens struktur.

Mitokondrier (av klassisk grekiska μίτος, "tråd", och χονδρίον, "litet korn") är en typ av organeller i eukaryota celler. Mitokondrierna innehåller en kort DNA-sekvens, kallad mitokondrie-DNA (MtDNA). Eftersom detta DNA är utanför cellkärnan räknas det inte till kärn-DNA, utan är icke-kromosomalt. MtDNA ärvs av både söner och döttrar men enbart från modern.  

## Beskrivning
Mitokondrierna har en viktig roll i ämnesomsättningen genom att tillverka adenosintrifosfat (ATP), den molekyl som sedan används som energikälla i de flesta processer i cellen. Här sker den aeroba metabolismen. Antalet mitokondrier i en cell varierar kraftigt beroende på celltyp, från ett fåtal till flera hundra. I celler med hög ämnesomsättning är antalet mitokondrier särskilt stor, såsom skelettmuskelceller. Cirka 90 procent av cellernas ATP-produktion kommer från mitokondrierna.
Mitokondrien beskrivs som cellens kraftstation därför att dess centrala process är förbränning av acetylkoenzym A med hjälp av syre, som fungerar som elektronacceptor i den kemiska reaktionen, till koldioxid, vatten och ATP. Denna process är komplicerad, och kräver en lång rad enzymer som tillsammans brukar kallas elektrontransportkedjan eller andningskedjan.

## Struktur
Mitokondrierna är ovala, och omges av två lipidmembran. Membranens yta är slät, och det inre membranet har flera veck, vilket innebär att det inre membranet till ytan är större än det yttre. I det inre membranet finns därutöver en stor mängd proteinmolekyler som ligger tätt ihop. Dessa utgör elektrontransportkedjan.
I mitokondriens inre finns det ett stort antal enzymer som deltar i citronsyracykeln (även kallad Krebs cykel).
Mitokondrierna innehåller en väldigt liten mängd DNA (mitokondrie-DNA, eller MtDNA) som finns i ribosomerna. Mitokondrierna har även egna ribosomer, vilket innebär att de själva kan producera en del av de proteiner som mitokondriernas membran är uppbyggda av.
|  | Genomskärning av en mitokondrie: 1. inre membran 2. yttre membran 3. intermembranområde 4. matrix |

## Endosymbiontteorin
Enligt endosymbiontteorin härstammar mitokondrien från en självständig prokaryot cell (en bakterie), som sedan upptagits i en större eukaryot cell, och under årmiljonerna utvecklats till våra dagars mitokondrier. En del i denna process har varit att mitokondriegenomet successivt krympt då genetiskt material överförts till cellkärnan eller gått förlorat då dess proteiners funktion fyllts av proteiner kodade av kärn-DNA. Organismen har successivt fått en roll som organell med främsta uppgift att bidra till cellandningen. På ett liknande sätt antas kloroplaster vid en andra endosymbioshändelse ha tagits upp av föregångarna till våra dagars gröna växter.
Stöd för denna teori återfinns bland annat i det faktum att mitokondrien har eget DNA, något som förefaller osannolikt ifall organellen var av samma ursprung som värdorganismen, samt mitokondrie-DNA:ts ringstruktur, som är typiskt för prokaryota celler.

## Effekter av träning
Mitokondriers kapacitet för produktion av energi (ATP) i muskulaturen kan öka snabbt med upprepad träning, men även återgå snabbt efter träning. 